# Lagopsis marrubiastrum
Lagopsis marrubiastrum là một loài thực vật có hoa trong họ Hoa môi. Loài này được (Stephan) Ikonn.-Gal. mô tả khoa học đầu tiên năm 1937.